# Джърси (окръг, Илинойс)
Вижте пояснителната страница за други значения на Джърси.
Окръг Джърси (на английски: Jersey County) е окръг в щата Илинойс, Съединени американски щати. Площта му е 976 km², а населението - 21 512 души съгласно преброяването от 2020 г. Административен център е град Джърсивил.